# Skawinka
Skawinka je rijeka u južnoj Poljskoj koja protječe kroz grad Skawinu, gdje se ulijeva u rijeku Vislu kao desna pritoka. Ukupna duljina toka rijeke iznosi 34 kilometra. Pritoke su joj manje rijeke i potoci, kao što su Mogiłka, Cedron, Rzepnik i Głogoczówka.
Izvor Skawinke smješten je na sjevernim padinama Bjenjkovske gore u lancu Babica. U svom gornjem toku rijeka nosi naziv Harbutówka i teče kroz Sułkowice, pa sve do Głogoczowa, gdje se združuje s rječicom Głogoczówkom i tvori glavni tok Skawinke.
Nadalje teče prema sjeveru kroz sam grad Skawinu, gdje se na desnoj obali nalazi povijesna jezgra grada, dok je na lijevoj industrijski dio.
Na administrativnoj granici gradova Skawine i Krakova, Skawinka se ulijeva u najdužu poljsku rijeku Vislu.